# Campionati sloveni di sci alpino 2024
I Campionati sloveni di sci alpino 2024 si sono svolti a Petzen (in Austria) il 25 marzo e il 26 marzo; il programma includeva gare di discesa libera, supergigante, slalom gigante, slalom speciale e combinata, sia maschili sia femminili, ma le discese libere, i supergiganti e le combinate sono stati cancellati.
Trattandosi di competizioni valide anche ai fini del punteggio FIS, vi hanno potuto partecipare anche sciatori di altre federazioni, senza che questo consentisse loro di concorrere al titolo nazionale sloveno. 

## Risultati

### Uomini

#### Discesa libera
La gara, in programma il 4 aprile a Petzen, è stata cancellata.

#### Supergigante
La gara, in programma il 5 aprile a Petzen e poi il 7 aprile a Krvavec, è stata cancellata.

#### Slalom gigante
| Pos. | Atleta                | Nazione   | Tempo   |
| ---- | --------------------- | --------- | ------- |
| 1    | Raphael Riederer      | Austria   | 2:07,00 |
| 2    | Felix Marksteiner     | Austria   | 2:07,46 |
| 3    | Adrian Pertl          | Austria   | 2:07,81 |
| 4    | Noah Geihseder        | Austria   | 2:08,12 |
| 5    | Harry Laidlaw         | Australia | 2:08,13 |
| 6    | Davide Leonardo Seppi | Italia    | 2:08,22 |
| 7    | Fabio Gstrein         | Austria   | 2:08,41 |
| 8    | Rok Ažnoh             | Slovenia  | 2:08,53 |
| 9    | Tobias Kastlunger     | Italia    | 2:08,58 |
| 10   | Tommaso Saccardi      | Italia    | 2:08,64 |
| 11   | Anže Gartner          | Slovenia  | 2:09,00 |
|      |                       |           |         |
| 14   | Miha Oserban          | Slovenia  | 2:09,20 |

Località: Petzen

Data: 26 marzo

#### Slalom speciale
| Pos. | Atleta               | Nazione    | Tempo   |
| ---- | -------------------- | ---------- | ------- |
| 1    | Anton Tremmel        | Germania   | 1:51,96 |
| 2    | Tijan Marovt         | Slovenia   | 1:52,06 |
| 3    | Simon Maurberger     | Italia     | 1:53.43 |
| 4    | Fabian Himmelsbach   | Germania   | 1:52,49 |
| 5    | Hans Vaccari         | Italia     | 1:52,65 |
| 6    | Marinus Sennhofer    | Germania   | 1:53,40 |
| 7    | Klemen Kosi          | Slovenia   | 1:53,43 |
| 8    | Žiga Župan Oreskovič | Slovenia   | 1:58,78 |
| 9    | Andrej Barnáš        | Slovacchia | 1:58,95 |
| 10   | Hrvoje Ljutić        | Croazia    | 2:00,51 |

Località: Petzen

Data: 25 marzo

#### Combinata
La gara, in programma il 6 aprile a Petzen, è stata cancellata.

### Donne

#### Discesa libera
La gara, in programma il 4 aprile a Petzen, è stata cancellata.

#### Supergigante
La gara, in programma il 5 aprile a Petzen e poi il 7 aprile a Krvavec, è stata cancellata.

#### Slalom gigante
| Pos. | Atleta              | Nazione              | Tempo   |
| ---- | ------------------- | -------------------- | ------- |
| 1    | Ilka Štuhec         | Slovenia             | 2:10,84 |
| 2    | Adriana Jelínková   | Rep. Ceca            | 2:11,08 |
| 3    | Ana Bucik           | Slovenia             | 2:11,81 |
| 4    | Noa Szőllős         | Israele              | 2:12,21 |
| 5    | Nadine Fest         | Austria              | 2:12,58 |
| 6    | Elvedina Muzaferija | Bosnia ed Erzegovina | 2:12,76 |
| 7    | Nika Tomšič         | Slovenia             | 2:13,03 |
| 8    | Ronja Wiesler       | Germania             | 2:13,18 |
| 9    | Natalie Falch       | Austria              | 2:13,49 |
| 10   | Katharina Truppe    | Austria              | 2:13,54 |

Località: Petzen

Data: 26 marzo

#### Slalom speciale
| Pos. | Atleta                  | Nazione     | Tempo   |
| ---- | ----------------------- | ----------- | ------- |
| 1    | Ana Bucik               | Slovenia    | 1:51,13 |
| 2    | Neja Dvornik            | Slovenia    | 1:52,04 |
| 3    | Natalie Falch           | Austria     | 1:52,27 |
| 4    | Valentina Pfurtscheller | Austria     | 1:53,46 |
| 5    | Maria Niederndorfer     | Austria     | 1:54,01 |
| 6    | Caterina Sinigoi        | Slovenia    | 1:56,32 |
| 7    | Olivia Howeson          | Regno Unito | 1:57,97 |
| 8    | Elisa Eisner            | Austria     | 1:58,05 |
| 9    | Sarah Dragaschnig       | Austria     | 1:58,79 |
| 10   | Pika Dvornik            | Slovenia    | 1:59,07 |

Località: Petzen

Data: 25 marzo

#### Combinata
La gara, in programma il 6 aprile a Petzen, è stata cancellata.